# Stenmjöl
Stenmjöl är den mest finkorniga produkten som uppstår vid krossning av sten. Det är en restprodukt från framställning av makadam. Stenmjölet har delvis kommit att ersätta sand från grustäkter. Typiska fraktioner är 0–2 mm, 0–4 mm och 0–8 mm.
Stenmjöl kan användas för att tillföra mineraler till jorden. En annan tillämpning är vid ifyllnad av fogar vid plattsättning.